# Höhle von Les Fraux
Die Höhle von Les Fraux, französisch Grotte des Fraux, ist eine bronzezeitlich genutzte Höhle der Gemeinde Saint-Martin-de-Fressengeas im Kanton Thiviers, im Norden des Departements Dordogne, Frankreich. Sie enthält neben mehreren ausgezeichnet erhaltenen Feuerstellen viele Ritzzeichnungen.

## Geographie und Zugang
Die Höhle von Les Fraux liegt am Hang links oberhalb des namengebenden Bauernhofs Les Fraux in Saint-Martin-de-Fressengeas. Der Bauernhof kann über die von Saint-Jean-de-Côle nach Saint-Martin-de-Fressengeas führende Kommunalstraße erreicht werden. Etwa einen Kilometer vor Erreichen des Ortskerns von Saint-Martin-de-Fressengeas biegt rechts eine Straße nach La Rebière ab, die nach Durchqueren des Weilers in nördlicher Richtung zur D 98 anbindet. Einen Kilometer hinter La Rebière liegt links der Abzweig nach Les Fraux. Der Eingang liegt am Hang unmittelbar hinter einer Scheune auf rund 235 m über dem Meeresspiegel. Er wird jetzt von einer einfachen Vorhallenkonstruktion überdacht und ist aufgrund von laufenden Forschungsarbeiten und Einsturzgefahr für die Öffentlichkeit gesperrt. Die Höhle ist in Privatbesitz.

## Geologie
Anstehend sind nur leicht nach Westen einfallende Sedimente aus dem Lias. Es handelt sich hier um beige- bis ockerfarbene, dolomitische Mergel und Sandsteine. In unmittelbarer Nähe zieht die generell Südost-streichende und nach Südwest einfallende Randstörung des nordwestlichen Massif Central vorbei, an der die im Norden vorkommenden Paragneise des metamorphen Grundgebirges leicht angehoben wurden. Das Gangsystem der Höhle wurde aus den Mergelpartien herausgewaschen, die resistenteren Sandsteinlagen bilden den Dachbereich.

## Geschichte
Der Eingang zur Höhle wurde entdeckt, nachdem man 1989 auf den plötzlichen Wasserverlust eines kleinen Weihers am Hang aufmerksam geworden war. Erstbeschreibungen der Höhle stammen von Norbert Aujoulat und Christian Chevillot noch aus demselben Jahr. Die Höhle ist seit Oktober 1995 als Monument historique ausgewiesen. Seit 2006 werden multidisziplinäre Forschungsarbeiten unter der Leitung von Laurent Carozza vom Centre de Recherche et d'Etudes pour l'Art Préhistorique Emile Cartailhac (CREAP) durchgeführt. Zur räumlichen Erfassung der Höhle werden unter anderem modernste Techniken eingesetzt (Laserscanning und Photogrammetrie).

## Beschreibung der Höhle
Die Höhle besteht aus einem Netzwerk relativ enger Gänge (Breite zwei bis fünf Meter), die eine Gesamtlänge von 1200 m erreichen und dem gleichen Niveau folgen. Kreuzungsstellen können über 10 m breit sein. Unmittelbar hinter dem Eingang teilt sich die Höhle in zwei Gangbündel, die in Einzelsektoren unterteilt wurden. Im rechten Gangbündel befinden sich die Sektoren 1 bis 10, im linken, wesentlich ausgedehnteren Gangbündel die Sektoren 11 bis 28. Die generelle Orientierung der Gänge ist Ostsüdost-Westnordwest (N 110 bis N 120), die aber von Südsüdost-Nordnordwest-Abschnitten (N 150 bis N 160) überlagert wird. Diese beiden Hauptrichtungen sind auch in der Randstörung in unmittelbarer Nähe vertreten, sie dürften daher geologisch vorgezeichnet sein. Der Eingangsbereich war von einem Dacheinsturz verschüttet worden – dieser Umstand ermöglichte die außergewöhnlich gute Erhaltung der Höhle mitsamt Inhalt über mehr als drei Jahrtausende.

## Funde
An Keramik wurden die Scherben von rund 1000 Gefäßen gefunden, 50 davon waren vollständig erhalten. Die Keramikgegenstände sind nicht wahllos verteilt, sondern ganz gezielt platziert worden; es besteht zweifellos eine Verbindung in ihrer Anordnung mit assoziierten Bildelementen an den Höhlenwänden. Auch Bronzeschmuck war zugegen, darunter ein Halsreif. Zahlreiche Knochen, vorwiegend tierischer Herkunft, lagen am Boden verstreut. Bemerkenswert sind die zahlreichen Feuerstellen, die über eine Distanz von 50 m als Vertiefungen im tonigen Boden angelegt waren. Durch den intensiven Feuergebrauch wurden heruntergefallene Sandsteinblöcke rot gefärbt, die Tonlagen an den Seiten und am Boden sind aschefarben. Im Boden befanden sich ferner mehrere kreisrunde Pfostenlöcher, in einem steckte sogar noch ein Holzrest.
In den tonigen Seitenwänden, teilweise auch im Deckenbereich, sind an mehreren Stellen Ritzzeichnungen zu sehen, die meist geometrische Symbole darstellen (vorwiegend Kreuze, Kreise, Y- und U-förmige Zeichen, Mäander-, Zickzack- oder rechteckige Gittermuster). Die verwendeten Motive erinnern an ähnliche Darstellungen im Val Camonica in Norditalien. Mit den Fingern im feuchten Ton gezogene Linienmuster wurden ebenfalls angebracht. Gelegentlich wurden auch Farbpigmente und Abdrücke (von Stoffresten?) eingesetzt. Bemerkenswert sind auch die recht zahlreichen (beabsichtigten?) Schlagspuren an den Wänden, die von Metallwerkzeugen stammen.
Als Höhlenmalerei fungiert eine schwarz gezeichnete, anthropomorphe Darstellung, die mit tektiformen (hausförmigen) Zeichen assoziiert ist. Letztere Darstellung erinnert an einen ähnlichen Fund in der Rancogne-Höhle im Département Charente.
Kratzspuren von Höhlenbären finden sich fast überall in der Höhle. Vereinzelte Dachsspuren dürften jüngeren Datums sein.

## Datierung
Im Sektor 8 wurde der Holzrest eines Fackelstiels mit der C 14-Methode auf 1450 bis 1290 Jahre v. Chr. datiert, was der ausgehenden mittleren bis beginnenden jüngeren Bronzezeit entspricht. Diese Zeitspanne wird ferner von typochronologischen Datierungen an Keramikfunden bestätigt (Gefäße der so genannten Duffaits-Gruppe der ausgehenden mittleren Bronzezeit).